# Chirurgie cardiaque

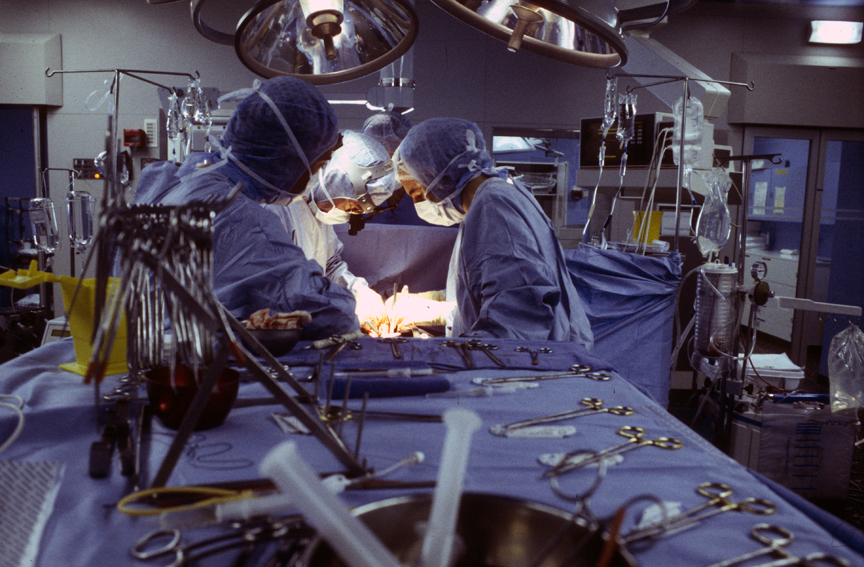
Opération de chirurgie cardiaque.

La chirurgie cardiaque ou chirurgie cardiovasculaire est une spécialité chirurgicale traitant les affections du cœur et des gros vaisseaux thoraciques.
Originellement, cette spécialité nécessitait la mise en place d’une circulation extra-corporelle (CEC) : le cœur devant être arrêté pour être immobilisé durant l’intervention, la perfusion des tissus était maintenue pendant la durée de l’opération par une pompe artificielle. Cela n’est plus nécessaire actuellement pour certaines interventions sur les artères coronaires. Le chirurgien de cette spécialité est appelé chirurgien cardiaque ou chirurgien cardiovasculaire.

## Techniques chirurgicales permettant d'aboutir au cœur
Le cœur étant protégé par la cage thoracique, celui-ci est en fait situé juste en dessous du sternum. Pour l'atteindre et l'opérer, le chirurgien doit pratiquer classiquement une sternotomie médiane. La cage thoracique est donc ouverte, puis refermée à la fin de l'intervention.
La chirurgie cardiaque mini-invasive (sans sternotomie totale) permet depuis son apparition dans les années 2000 d'introduire les instruments dans le thorax via une incision sous le sein droit ou par une sternotomie partielle (une partie seulement du sternum est ouverte). Ces nouvelles méthodes ne nécessitent qu'une ouverture limitée du médiastin et entraînent une meilleure récupération du patient et la diminution de la douleur post-opératoire.

## Différents types d’intervention

### Coronaires
- Pontage coronarien en cas de rétrécissement d’une artère coronaire. Cette intervention, même si elle conserve des indications spécifiques, est fortement concurrencée par les techniques d’angioplastie, réalisées par le médecin cardiologue.

### Valve cardiaque
- Remplacement valvulaire par une prothèse, soit en matériau synthétique (valve mécanique), soit en matériau biologique (par exemple bioprothèse).
- Plastie valvulaire : le chirurgien répare alors la valve sans la changer.

### Cardiopathie congénitale
Les réparations peuvent être complètes ou partielles et se font de plus en plus tôt. Il s’agit d’une « sur spécialisation » de chirurgie cardiaque.

### Chirurgie de l’insuffisance cardiaque
De nombreuses interventions correctrices ont été proposées avec une efficacité diverse. Actuellement, il s’agit essentiellement de :
- transplantation cardiaque (greffe du cœur),
- pose d’un cœur artificiel provisoire ou définitif.

### Chirurgie de l’aortethoracique
- remplacement de tout ou partie de l’aorte, avec éventuellement réimplantation des coronaires.

L’aorte abdominale reste traditionnellement du ressort du chirurgien vasculaire et non pas du chirurgien cardiaque.

### Péricarde
Le drainage d’un épanchement péricardique menaçant peut être effectué par un chirurgien non spécialisé en chirurgie cardiaque, voire par un cardiologue (drainage percutané), à cause du risque d'évolution rapide vers un arrêt cardiaque et la relative simplicité du geste. Le recours à un chirurgien spécialisé a cependant deux avantages : la réalisation d'un prélèvement péricardique pour faire un diagnostic plus précis de l'épanchement et la possibilité de réaliser une fenêtre entre péricarde et plèvre ou entre péricarde et péritoine permettant un drainage beaucoup plus aisé en cas de récidive.
Dans les cas de péricardite constrictive, on peut être amené à enlever la quasi-totalité du péricarde.

### Chirurgie destroubles du rythme
Là aussi, la chirurgie cardiaque est grandement concurrencée par les techniques d’électrophysiologie interventionnelles, le chirurgien n’intervenant plus que dans de très rares cas.
On note également que la pose d’un stimulateur cardiaque simple ou d'un défibrillateur automatique implantable, se fait par un cardiologue et non pas par un chirurgien cardiaque, sauf exceptions.

### Divers
- Exérèse des tumeurs cardiaques (voir par exemple l'article Myxome cardiaque).

## Le risque opératoire
Il est non négligeable et dépend aussi bien du type d'intervention que du terrain.
Un certain nombre de scores ont été développés pour prendre en compte plusieurs paramètres dans le calcul du risque. L'un des plus anciens est le score Parsonnet, publié en 1989. Celui de l'euroSCORE a été largement utilisé depuis 2003, suivi par celui du Society of Thoracic Surgeons datant de 2008.

## Innovations
La chirurgie cardiaque bénéficie de plus en plus de l'utilisation de casque de réalité virtuelle. Cette technique est déjà déployée en France dans plusieurs hôpitaux et cliniques (hôpital les Franciscaines à Nîmes, hôpital-clinique Claude-Bernard à Metz, etc.).